# Zdeněk Pechal
Zdeněk Pechal (* 10. června 1957 Zlín) je český literární vědec, rusista a vysokoškolský pedagog, v letech 2018 až 2022 děkan Filozofické fakulty Univerzity Palackého (FF UP).  
Ve své odborné činnosti se zabývá zejména ruskou literaturou, ale odborník je i v oblastech české literatury, ukrajinské literatury a polské literatury. Z hlediska časového období se zaměřuje na literaturu 19. a 20. století. Z hlediska konkrétních autorů se poté specializuje na díla Puškina, Gogola, Čechova, Nabokova, Bulgakova, Dostojevského či Gorkého. Vedle dějin literatury jsou předmětem jeho zájmu také literární teorie a hermeneutika textu. Kromě Univerzity Palackého působí jako externí profesor také na Masarykově univerzitě v Brně. Je členem Literárněvědné společnosti při Akademie věd ČR, šéfredaktorem Rossica Olomucensia a člen redakční rady časopisu Bohemica Olomuciensia.
K roku 2017 byl vedoucím Katedry slavistiky FF UP. V říjnu 2017 byl jako jediný kandidát zvolen děkanem FF UP, když ve funkci nahradil Jiřího Lacha. Ve funkci skončil v lednu 2022, kdy jej ve funkci děkana nahradil Jan Stejskal. Pechal funkci děkana již neobhajoval.